# Rivière Wilson (vattendrag i Kanada, lat 49,08, long -76,87)
Rivière Wilson är ett vattendrag i Kanada.   Det ligger i provinsen Québec, i den sydöstra delen av landet, 400 km norr om huvudstaden Ottawa.
Trakten runt Rivière Wilson är nära nog obefolkad, med mindre än två invånare per kvadratkilometer.